# Carlo Raimondi
Carlo Raimondi (Bocche di Cattaro, 24 dicembre 1809 – Parma, 5 gennaio 1883) è stato un incisore e pittore italiano, allievo e poi continuatore dell'opera di Paolo Toschi.

## Biografia
A Parma gli è intitolata una via dell'Oltretorrente, trasversale di via Montanara.